# Kashwal
Kashwal – miasto w Sudanie Południowym w stanie Gok. Liczy 4 238 mieszkańców. Ośrodek przemysłowy.